# 3rd Phase
3rd Phase는 피아의 2집 앨범이자 메이저 데뷔 앨범이다. 서태지컴퍼니 산하의 괴수 인디진과 계약 후 처음으로 발매하는 앨범으로 서태지가 총 프로듀싱 (Executive Producer)을 담당하였다. 앨범 제목은 "3번째 국면"을 뜻하는 말이며 제목 덕분에 "3번째 앨범이 아니냐"라는 이야기도 많이 들었다고 하나, 밴드로써는 통산 2번째 정규 앨범이다. 전작의 메탈 노선을 기반으로 보다 발전된 사운드를 들려주고 있다. 이 앨범에는 넬의 앨범에서 엔지니어링을 담당했던 "히로노리 사토 (Hironori Satoh)"가 믹싱 엔지니어로 참여하였으며, "기타무라 슈지 (Shuji Kitamura)"가 마스터링을 담당하였다. 또한, 서태지컴퍼니의 록 전문 스튜디오 G.I studio 1에서 작업하였다고 하며, 지금도 라이브에서 상당수의 곡들이 연주되고 있다. 이 앨범 이후 림프 비즈킷의 내한공연 오프닝을 담당하기도 하였으며, 린킨파크의 아시아 투어에 참여하여 언론의 주목을 받았다.

## 곡 목록
1. "소용돌이"
작곡 : 헐랭, 심지／작사 : 요한
요한의 스크리밍과 강렬한 기타 리프가 인상적인 피아의 대표곡. 라이브에서 빠짐없이 연주되고 있는 인기곡이며 공연때는 원곡과 다른 방식으로 편곡하여 연주한다.
2. "융단"
작곡 : 요한, 심지, 혜승／작사 : 요한
"Where I [m]"과 함께 타이틀곡 후보에 올랐던 곡. 멤버들이 가장 애착을 많이 갖고 있는 곡 중 하나라고 하며, 라이브에서는 심지의 키보드 연주가 더해진 형태로 연주되고 있다.
3. "Gloomy Sunday"
작곡 : 요한, 기범／작사 : 요한
타이틀곡. 당초에는 "융단"과 "Where I [m]"이 타이틀곡 물망에 올랐었는데, 최종적으로는 이 곡이 타이틀곡으로 선정되었다고 한다.
4. "Where I [m]"
작곡 : 요한, 혜승／작사 : 요한
소용돌이와 더불어 본 앨범을 대표하는 곡으로 라이브에서는 앵콜로 자주 연주되고 있다. "융단"과 함께 타이틀곡 후보에 올랐던 곡으로 SBS 인기가요 출연 시 선보이기도 하였다.
5. "Cause (Can't Resist)"
작곡 : 요한, 헐랭／작사 : 요한
6. "유리턱"
작곡 : 요한, 기범／작사 : 요한
같은 서태지컴퍼니의 소속 밴드이자 절친한 동료였던 넬의 보컬 김종완이 만취상태에서 잠들어버린 모습을 보고 만든 곡이라고 하며, 제작 과정에서 일부 녹음 트랙이 없어지고 선곡에서 제외될 뻔 하는 등 여러 가지 난항을 겪으며 완성한 곡이라고 한다. 요한은 "가사 쓰는 데 시간이 가장 오래 걸렸으며, 녹음할 때 정말 고생을 많이 한 곡"이라고 밝혔다.
7. "Pipe Boy"
작곡 : 요한, 기범／작사 : 요한
8. "Recycle Joe"
작곡 : 요한, 심지／작사 : 요한
9. "Kick Flip"
작곡 : 요한, 기범／작사 : 요한, 최우형
일명 "피아의 6번째 손가락"으로 불리는 최우형이 래퍼로 참여하였으며, 그는 이 곡에서 랩 파트의 작사와 랩을 담당하였다.
10. "Green Rivers"
작곡 : 요한, 심지／작사 : 요한
앨범 내 유일한 슬로우 트랙.
11. "Triangle"
작곡 : 요한, 심지／작사 : 요한
인디 시절부터 존재하던 곡으로 컴필레이션 앨범 Hardcore 2001에 최초 수록되었으며, 본 앨범에서는 재녹음되어 수록되었다.